# Campeonato Cearense 1915
In 1915 werd het eerste Campeonato Cearense gespeeld voor clubs uit Braziliaanse staat Ceará. De competitie heette destijds nog Torneio da Liga Metropolitana de 1915. Buiten Ceará en Stella namen ook Maranguape Foot-Ball Club en Rio Negro Foot-Ball Club deel, maar enkel de finale tussen Ceará en Stella is nog bekend. Ceará werd kampioen, maar aanvankelijk werd 1920 pas als het eerste officiële seizoen van het Campeonato Cearense gezien, omdat dat jaar de voetbalbond Federação Cearense de Futebol opgericht werd. Pas in 2008 ratificeerde de bond de resultaten van voor 1920 en kreeg Ceará er eensklaps vijf titels bij. 

## Finale
|                   |                           |       |               |  |
| 7 november Finale | Ceará                     | 2 – 1 | Stella        |  |
| 7 november Finale | Humberto Ribeiro Pacatuba |       | Pedro Riquet' |  |

### Kampioen
| Campeonato Cearense de 1915 |
| Ceará                       |
| --------------------------- |
| CEARÁ Kampioen (1° titel)   |